# P.S♡MY SUNSHINE
〈P.S♡MY SUNSHINE〉(피에스 마이 선샤인)은 쿠라키 마이의 21번째 싱글로 2005년 6월 1일에 기자 스튜디오에서 발매됐다.

## 해설
- 후지 TV 《메자마시 토요일》 테마송으로 2005년 4월부터 6월까지 사용됐다.
- 뮤직비디오에서는 쿠라키 자신이 편의점에 일하는 점원 역을 연기하고 있으며, 아는 사이인 중학생 역을 쿠라키와 같은 LOOP 소속의 마아리가 맡고 있다.
- 전회는 작곡가가 쿠라키로서는 처음인 가넷 크로우의 오카모토 히토시를 기용하고 있다.
- CD케이스는 〈Love,needing〉과 같은 주얼 케이스가 사용되고 있다.

## 수록곡
1. P.S♡MY SUNSHINE (3:54)
  - 작사: 쿠라키 마이, 작곡 · 편곡: 오카모토 히토시
2. tell me your way (3:41)
  - 작사: 쿠라키 마이, 작곡 · 편곡: 고토 코지
3. P.S♡MY SUNSHINE(DAY TRACK version) (4:28)
  - 작사: 쿠라키 마이, 작곡: 오카모토 히토시, 편곡: YUKI NAKANO

## 참가 음악가
- 쿠라키 마이: 코러스
- 오카모토 히토시: 기타 (#1)
- 고토 코지: 기타 (#2)

## 수록 음반
- FUSE OF LOVE (#1)